# Premi Hasselblad
El Premi Hasselblad és un premi de fotografia, atorgat per la Fundació Hasselblad. El premi - i la fundació - es van crear a partir de l'herència de Erna i Victor Hasselblad. Victor Hasselblad va ser l'inventor del Sistema de càmera Hasselblad. El guardó inclou un premi en efectiu d'1.000.000 de SEK, una medalla d'or, un diploma, i una exposició al Centre Hasselblad del Museu d'Art de Göteborg a Göteborg, Suècia.

## Fundació
La Fundació Hasselblad va néixer el 1979 d'acord amb els termes expressats en l'última voluntat consignada en el testament de Victor Hasselblad i la seva esposa, Erna. El propòsit de la Fundació és promoure l'educació científica i la recerca en els àmbits de les ciències naturals i la fotografia.
A la sala d'exposicions de la Fundació Hasselblad, el Hasselblad Center, situat al Museu d'Art de Göteborg, es presenten cada any cinc mostres, una de les quals exhibeix l'obra del guanyador anual del Premi Hasselblad. La Fundació, a més, és propietària d'una col·lecció de fotografia que va creixent a partir d'aquestes dues exposicions anuals.
L'exposició d'obra de Joan Fontcuberta s'inaugurarà al Hasselblad Center el 25 d'octubre de 2013, i serà comissariada per Dragana Vujanovic i Louise Wolthers.

## Guanyadors anteriors del Premi Hasselblad
- 1980: Lennart Nilsson Estocolm, Suècia
- 1981: Ansel Adams Carmel, Califòrnia, EUA
- 1982: Henri Cartier-Bresson París, França
- 1983: Cap premi concedit
- 1984: Manuel Álvarez Bravo Ciutat de Mèxic, Mèxic
- 1985: Irving Penn Nova York, Nova York, EUA
- 1986: Ernst Haas Nova York, Nova York, EUA
- 1987: Hiroshi Hamaya Tòquio, Japó
- 1988: Edouard Boubat París, França
- 1989: Sebastião Salgado París, França
- 1990: William Klein París, França
- 1991: Richard Avedon Nova York, Nova York, EUA
- 1992: Josef Koudelka Praga, Txecoslovàquia
- 1993: Sune Jonsson Umeå, Suècia
- 1994: Susan Meiselas Nova York, Nova York, EUA
- 1995: Robert Häusser Mannheim, Alemanya
- 1996: Robert Frank Nova York, Nova York, EUA
- 1997: Christer Strömholm Estocolm, Suècia
- 1998: William Eggleston Memphis, Tennessee, EUA
- 1999: Cindy Sherman Nova York, Nova York, EUA
- 2000: Boris Mikhailov Kharkiv, Ucraïna
- 2001: Hiroshi Sugimoto Tòquio, Japó
- 2002: Jeff Wall Vancouver, Canadà
- 2003: Malick Sidibé Bamako, Mali
- 2004: Bernd i Hilla Becher Düsseldorf, Alemanya
- 2005: Lee Friedlander Nova York, Nova York, EUA
- 2006: David Goldblatt Johannesburg, Sud-àfrica
- 2007: Nan Goldin Nova York, Nova York, EUA
- 2008: Graciela Iturbide Ciutat de Mèxic, Mèxic
- 2009: Robert Adams Astoria, Oregon, EUA
- 2010: Sophie Calle París, França
- 2011: Walid Raad Beirut, Líban/Nova York, EUA
- 2012: Paul Graham Londres, Gran Bretanya/Nova York, EUA
- 2013: Joan Fontcuberta, Barcelona, CAT.[2]
- 2014: Miyako Ishiuchi, Gunma, Japó
- 2015: Wolfgang Tillmans, Remscheid, Alemanya
- 2016: Stan Douglas, Vancouver, Canadà
- 2017: Rineke Dijkstra, Sittard, Països Baixos
- 2018: Óscar Muñoz, Popayán, Colòmbia[3]
- 2019: Moriyama Daido,Osaka,Japó
- 2020: Alfredo Jaar ,Santiago de Xile,Xile
- 2021:
- 2022: Dayanita Singh, Nova Delhi,India
- 2023: Carrie Mae Weems,Portland,Oregon,EEUU
- 2024:Ingrid Pollard,Georgetown, Guaiana